# Diocèse de Porto
Le diocèse de Porto (en latin : dioecesis Portugallensis ; en portugais : diocese do Porto) est une église particulière de l'Église catholique au Portugal.
Son siège se situe dans la cathédrale de Porto. Créé au IVe siècle, il est suffragant de l'archidiocèse de Braga et s'étend sur 3 010 km2.